# LATTES-1
O LATTES-1 é um pequeno satélite científico brasileiro que está atualmente sendo desenvolvido pelo Instituto Nacional de Pesquisas Espaciais (INPE). Ele terá uma massa de 500 kg.

## Missão
O LATTES–1 será um satélite científico de dupla missão: EQUARS e MIRAX:

### EQUARS
A missão EQUARS é de Clima Espacial, e seus instrumentos vão monitorar as propriedades físicas, químicas e dinâmicas da atmosfera e da ionosfera terrestre, estudando os efeitos de partículas energéticas de origem solar e de origem cósmica.

### MIRAX
A missão MIRAX tem como objetivo principal monitorar o céu através da medição de raios X e gama para estudar explosões cósmicas de raios gama e fontes transientes associadas a buracos negros e estrelas de nêutrons.

## Características
Os experimentos científicos da Missão EQUARS serão montados em um lado do satélite, com visada para a atmosfera e a ionosfera terrestre, enquanto os experimentos da Missão MIRAX serão montados no outro lado do satélite, com visada para o espaço.